# Гат (гірський масив)
Гат (Хат) — низькогірний, порівняно невеликий гірський хребет в Українських Карпатах. Розташований у західній частині Іршавського району (частково в східній частині Мукачівського району) Закарпатської області. 
Хребет належить до Вигорлат-Гутинського вулканічного пасма і відмежований від нього (від масиву Великий Діл) долиною річки Іршавки та Кривулі (притока Іршави). Простягається на бл. 20 км. з північного заходу на південний схід — від села Ділок до південно-західних околиць міста Іршава. Найвища вершина хребта — гора Великий Камінь (437 м). 
Північні схили короткі, південні більш виположені, розчленовані, з відногами, що поступово переходять у Закарпатську низовину. Хребет переважно заліснений (бук, дуб, граб, ясен тощо). Природоохоронні території: Гат (заказник), Берека європейська (пам'ятка природи). 
Найближчі міста: Мукачево, Іршава.